# Mads Mikkelsen
Mads Dittmann Mikkelsen (Copenhague, 22 de novembro de 1965) é um conceituado ator dinamarquês, conhecido por sua presença em filmes independentes e por balancear trabalhos estrangeiros e Hollywoodianos. Também ganhou notoriedade na televisão americana ao estrelar a aclamada série Hannibal, como o célebre personagem literário, serial killer e canibal, Dr. Hannibal Lecter. Mikkelsen é considerado uma figura marcante da Dinamarca, sendo descrito pelo The New York Times como "uma estrela, um axioma, um rosto do cinema dinamarquês ressurgente".
Originalmente um ginasta e dançarino, começou sua carreira como ator em 1996. Ele chegou à fama na Dinamarca como o personagem Tonny nos dois primeiros filmes da trilogia cult Pusher, e em seu papel como o policial impetuoso e sensível, Allan Fischer, na série de televisão dinamarquesa Rejseholdet.

## Biografia e carreira
Suas maiores produções foram Rei Arthur, onde interpretou o cavaleiro da Távola Redonda, Tristão, Depois do Casamento onde interpretou Jacob Spencer, que foi indicado ao Óscar na categoria de melhor filme estrangeiro; e Casino Royale, onde interpreta o vilão, Le Chiffre, financiador de vários terroristas internacionais. Quando James Bond impede um atentado por um terrorista africano chamado Mollaka, Le Chiffre perde seu dinheiro e precisa recuperá-lo no Cassino Royale em Montenegro. O vilão vem do Leste Europeu e enxerga por um só olho, do qual chora lágrimas de sangue, devido a uma cicatriz que corta seu canal lacrimal. É um dos mais complexos inimigos de 007 e seu primeiro antagonista, segundo a cronologia oficial.
Mads é filho de Henning Mikkelsen e irmão do ator Lars Mikkelsen. É casado com Hanne Jacobsen, com quem tem dois filhos: Carl e Viola. Interpretou o serial-killer Hannibal Lecter na aclamada série de terror psicológico Hannibal.

## Filmografia

### Filme
| Ano  | Título                                      | Papel                            | Diretor              | Notas                 |
| ---- | ------------------------------------------- | -------------------------------- | -------------------- | --------------------- |
| 1996 | Blomsterfangen                              | Max                              | Jens Arentzen        |                       |
| 1996 | Pusher                                      | Tonny                            | Nicolas Winding Refn |                       |
| 1996 | Café Hector                                 | Anders                           | Lotte Svendsen       | Curta-metragem        |
| 1998 | Vildspor                                    | Jimmy                            | Simon Staho          |                       |
| 1998 | Nattens engel                               | Ronnie Galway                    | Shaky González       |                       |
| 1999 | Tom Merritt                                 | Elmer Karr                       | Anders Gustafsson    | Curta-metragem        |
| 1999 | Bleeder                                     | Lenny                            | Nicolas Winding Refn |                       |
| 2000 | Flickering Lights                           | Arne                             | Anders Thomas Jensen |                       |
| 2001 | Monas verden                                | Casper                           | Jonas Elmer          |                       |
| 2001 | Monsters, Inc.                              | Randall Boggs                    | Pete Docter          | dublagem dinamarquesa |
| 2001 | Shake It All About                          | Jacob                            | Hella Joof           |                       |
| 2002 | I Am Dina                                   | Niels                            | Ole Bornedal         |                       |
| 2002 | Open Hearts                                 | Niels                            | Susanne Bier         |                       |
| 2002 | Wilbur Wants to Kill Himself                | Horst                            | Lone Scherfig        |                       |
| 2003 | Nu                                          | Young Jakob                      | Simon Staho          | Curta-metragem        |
| 2003 | The Boy Below                               | Far                              | Morten Giese         | Curta-metragem        |
| 2003 | The Green Butchers                          | Svend                            | Anders Thomas Jensen |                       |
| 2003 | Torremolinos 73                             | Magnus                           | Pablo Berger         |                       |
| 2004 | King Arthur                                 | Tristan                          | Antoine Fuqua        |                       |
| 2004 | Pusher II                                   | Tonny                            | Nicolas Winding Refn |                       |
| 2005 | Adam's Apples                               | Ivan                             | Anders Thomas Jensen |                       |
| 2006 | After the Wedding                           | Jacob Petersen                   | Susanne Bier         |                       |
| 2006 | Prague                                      | Christoffer                      | Ole Christian Madsen |                       |
| 2006 | Exit                                        | Thomas Skepphult                 | Peter Lindmark       |                       |
| 2006 | Cars                                        | Chick Hicks                      | John Lasseter        | dublagem dinamarquesa |
| 2006 | Casino Royale                               | Le Chiffre                       | Martin Campbell      |                       |
| 2008 | Flame &amp; Citron                          | Citronen                         | Ole Christian Madsen |                       |
| 2009 | Coco Chanel & Igor Stravinsky               | Igor Stravinsky                  | Jan Kounen           |                       |
| 2009 | Valhalla Rising                             | One-Eye                          | Nicolas Winding Refn |                       |
| 2009 | The Door                                    | David Andernach                  | Anno Saul            |                       |
| 2010 | Clash of the Titans                         | Draco                            | Louis Leterrier      |                       |
| 2010 | Moomins and the Comet Chase                 | Sniff                            | Maria Lindberg       | Voz                   |
| 2011 | The Three Musketeers                        | Rochefort                        | Paul W. S. Anderson  |                       |
| 2012 | A Royal Affair                              | Count Johann Friedrich Struensee | Nikolaj Arcel        |                       |
| 2012 | The Hunt                                    | Lucas                            | Thomas Vinterberg    |                       |
| 2012 | Move On                                     | Mark                             | Asger Leth           |                       |
| 2013 | Charlie Countryman                          | Nigel                            | Fredrik Bond         |                       |
| 2013 | Michael Kohlhaas                            | Michael Kohlhaas                 | Arnaud des Pallières |                       |
| 2014 | The Salvation                               | Jon Jensen                       | Kristian Levring     |                       |
| 2015 | Men & Chicken                               | Elias                            | Anders Thomas Jensen |                       |
| 2016 | Doctor Strange                              | Kaecilius                        | Scott Derrickson     |                       |
| 2016 | Le Fantôme                                  | Le Fantôme                       | Jake Scott           | Curta-metragem        |
| 2016 | Rogue One: A Star Wars Story                | Galen Erso                       | Gareth Edwards       |                       |
| 2018 | Arctic                                      | Overgård                         | Joe Penna            |                       |
| 2018 | At Eternity's Gate                          | The Priest                       | Julian Schnabel      |                       |
| 2019 | Polar                                       | Duncan Vizla                     | Jonas Åkerlund       |                       |
| 2020 | Another Round                               | Martin                           | Thomas Vinterberg    |                       |
| 2020 | Riders of Justice                           | Markus                           | Anders Thomas Jensen |                       |
| 2021 | Chaos Walking                               | Mayor David Prentiss             | Doug Liman           |                       |
| 2022 | Fantastic Beasts: The Secrets of Dumbledore | Gellert Grindelwald              | David Yates          |                       |
| 2023 | Indiana Jones and the Dial of Destiny       | Jürgen Voller                    | James Mangold        |                       |

### Televisão
| Ano       | Título      | Papel               | Notas               |
| --------- | ----------- | ------------------- | ------------------- |
| 2000–2004 | Rejseholdet | Allan Fisher        | 32 episódios        |
| 2005      | Julie       | Harald              | 6 episódios         |
| 2005      | Klovn       | Mads                | Episódio: "Str. 44" |
| 2013–2015 | Hannibal    | Dr. Hannibal Lecter | 39 episódios        |

### Jogos eletrônicos
| Ano  | Título                 | Papel          | Notas                      |
| ---- | ---------------------- | -------------- | -------------------------- |
| 2008 | 007: Quantum of Solace | Le Chiffre     | Voz                        |
| 2019 | Death Stranding        | Clifford Unger | Voz e captura de movimento |

### Videoclipes
| Ano  | Artista   | Título                       | Papel                  |
| ---- | --------- | ---------------------------- | ---------------------- |
| 2009 | Jokeren   | "Sig Ja"                     | protagonista masculino |
| 2011 | Sólstafir | "Djákninn"                   | Homem Viking           |
| 2015 | Rihanna   | "Bitch Better Have My Money" | O contador             |

## Prêmios e indicações

### Zulu Award
| Ano  | Prêmio      | Título                       | Resultado |
| ---- | ----------- | ---------------------------- | --------- |
| 2001 | Melhor Ator | Shake It All About           | Venceu    |
| 2002 | Melhor Ator | Wilbur Wants to Kill Himself | Venceu    |
| 2004 | Melhor Ator | Pusher II                    | Venceu    |
| 2006 | Melhor Ator | Prague                       | Venceu    |
| 2012 | Melhor Ator | The Hunt                     | Venceu    |
| 2015 | Melhor Ator | Men & Chicken                | Venceu    |
| 2016 | Melhor Ator | Doctor Strange               | Venceu    |

### Rouen Nordic Film Festival Award
| Ano  | Prêmio      | Título      | Resultado |
| ---- | ----------- | ----------- | --------- |
| 2002 | Melhor Ator | Open Hearts | Venceu    |

### Bodil Award
| Ano  | Prêmio      | Título             | Resultado |
| ---- | ----------- | ------------------ | --------- |
| 2002 | Melhor Ator | Open Hearts        | Indicado  |
| 2003 | Melhor Ator | The Green Butchers | Indicado  |
| 2004 | Melhor Ator | Pusher II          | Venceu    |
| 2006 | Melhor Ator | Prague             | Indicado  |
| 2012 | Melhor Ator | A Royal Affair     | Indicado  |
| 2012 | Melhor Ator | The Hunt           | Venceu    |

### Robert Festival Award
| Ano  | Prêmio      | Título            | Resultado |
| ---- | ----------- | ----------------- | --------- |
| 2002 | Melhor Ator | Open Hearts       | Indicado  |
| 2004 | Melhor Ator | Pusher II         | Venceu    |
| 2005 | Melhor Ator | Adam's Apples     | Indicado  |
| 2006 | Melhor Ator | After the Wedding | Indicado  |
| 2006 | Melhor Ator | Prague            | Indicado  |
| 2008 | Melhor Ator | Flame & Citron    | Indicado  |
| 2009 | Melhor Ator | Valhalla Rising   | Indicado  |
| 2012 | Melhor Ator | A Royal Affair    | Indicado  |
| 2012 | Melhor Ator | The Hunt          | Venceu    |

### Fantasporto
| Ano  | Prêmio      | Título             | Resultado |
| ---- | ----------- | ------------------ | --------- |
| 2003 | Melhor Ator | The Green Butchers | Venceu    |

### Puchon International Fantastic Film Festival
| Ano  | Prêmio      | Título        | Resultado |
| ---- | ----------- | ------------- | --------- |
| 2005 | Melhor Ator | Adam's Apples | Venceu    |

### Palm Springs International Film Festival
| Ano  | Prêmio      | Título            | Resultado |
| ---- | ----------- | ----------------- | --------- |
| 2006 | Melhor Ator | After the Wedding | Venceu    |
| 2012 | Melhor Ator | The Hunt          | Venceu    |

### European Film Award
| Ano  | Prêmio      | Título            | Resultado |
| ---- | ----------- | ----------------- | --------- |
| 2006 | Melhor Ator | After the Wedding | Indicado  |
| 2008 | Melhor Ator | Flame & Citron    | Indicado  |
| 2012 | Melhor Ator | The Hunt          | Indicado  |

### Festival de Cannes
| Ano  | Prêmio      | Título   | Resultado |
| ---- | ----------- | -------- | --------- |
| 2012 | Melhor Ator | The Hunt | Venceu    |

### International Cinephile Society Award
| Ano  | Prêmio      | Título   | Resultado |
| ---- | ----------- | -------- | --------- |
| 2012 | Melhor Ator | The Hunt | Indicado  |

### International Online Film Critics' Poll Award
| Ano  | Prêmio      | Título   | Resultado |
| ---- | ----------- | -------- | --------- |
| 2012 | Melhor Ator | The Hunt | Indicado  |

### London Film Critics Circle Award
| Ano  | Prêmio      | Título   | Resultado |
| ---- | ----------- | -------- | --------- |
| 2012 | Ator do Ano | The Hunt | Indicado  |

### Online Film Critics Society Award
| Ano  | Prêmio      | Título   | Resultado |
| ---- | ----------- | -------- | --------- |
| 2012 | Melhor Ator | The Hunt | Indicado  |

### Prêmio César
| Ano  | Prêmio      | Título           | Resultado |
| ---- | ----------- | ---------------- | --------- |
| 2013 | Melhor Ator | Michael Kohlhaas | Indicado  |

### Saturn Award
| Ano  | Prêmio            | Título   | Resultado |
| ---- | ----------------- | -------- | --------- |
| 2013 | Melhor Ator da TV | Hannibal | Venceu    |
| 2014 | Melhor Ator da TV | Hannibal | Indicado  |
| 2015 | Melhor Ator da TV | Hannibal | Indicado  |

### Fangoria Chainsaw Awards
| Ano  | Prêmio            | Título   | Resultado |
| ---- | ----------------- | -------- | --------- |
| 2015 | Melhor Ator da TV | Hannibal | Indicado  |

### Satellite Award
| Ano  | Prêmio                        | Título   | Resultado |
| ---- | ----------------------------- | -------- | --------- |
| 2014 | Melhor Ator em Série de Drama | Hannibal | Indicado  |

### Lauritzen Award
| Ano  | Prêmio      | Título | Resultado |
| ---- | ----------- | ------ | --------- |
| 2018 | Melhor Ator | N/A    | Venceu    |

### The Game Awards
| Ano  | Prêmio             | Título          | Resultado |
| ---- | ------------------ | --------------- | --------- |
| 2019 | Melhor Performance | Death Stranding | Venceu    |